# 拉索希納河
拉索希納河是俄羅斯的河流，位於堪察加半島，河道全長約72公里，流域面積845平方公里，河水主要來自融雪和雨水，是虹鱒和遠東紅點鮭的棲息地。